# Frielinghausen (Gevelsberg)
Frielinghausen ist ein Ortsteil in der Stadt Gevelsberg im Ennepe-Ruhr-Kreis im Regierungsbezirk Arnsberg in Nordrhein-Westfalen (Deutschland).

## Lage und Beschreibung
Das dichtbesiedelte Frielinghausen liegt westlich des Stadtzentrums. Die Landesstraße L666 durchquert den Ortsteil, die Trasse der stillgelegten Bahnstrecke Witten–Schwelm zweigt hier von der Bahnstrecke Düsseldorf-Derendorf–Dortmund Süd ab.

## Etymologie und Geschichte
Frielinghausen ist vermutlich auf die großen Waldrodungen der altsächsischen Freilinge zurückzuführen. Frielinghausen steht für das Haus eines Freilings (Hausen = Siedlungen).
Frielinghausen wird erstmals 1250 als Besitztum des Klosters Gevelsberg erwähnt, des Weiteren 1316 in Klosterakten. In einem Schatzbuch von 1486 der Bauerschaft Mylinghausen ist der Ort in der Schreibweise Vrylynkhusen aufgeführt. Das Hofesgut ist dort mit der zweithöchsten Abgabenlast aufgeführt, was die Bedeutung der Siedlung unterstreicht. Diese Position bestätigt sich in der Steuererhebung von 1634 erneut.
Die Industrialisierung des Orts begann 1690 mit der Errichtung eines Hammerwerks zur Produktion von Sensen. Das Unternehmen existierte bis 1870.